# Unicredit
Unicredit S.p.A, también conocido como Unicredit Group, es una compañía bancaria de Italia, surgida a partir de la fusión de las entidades Credito Italiano y Unicredito. La organización es el primer banco de Italia en número de clientes, y cuenta con presencia en Austria, Alemania y Europa del Este. Además, mantiene divisiones de banca de inversión en Londres, Milán y Múnich.

## Historia
En el año 1998 se creó Unicredit a partir de la fusión de dos grupos bancarios situados en el norte de Italia, Credito Italiano y Unicredito. De esta unión nació Unicredito Italiano, que se convirtió en uno de los bancos con mayores activos del país. El proceso de adaptación de la nueva entidad fue lento, y no fue hasta el 1 de enero de 2003 cuando todas las ramas adoptaron el nombre Unicredit.
Desde sus primeros años Unicredito Italiano comenzó a expandirse a otros mercados, siendo su primera operación la adquisición en 1999 de la entidad polaca Bank Pekao. Su mayor operación se produjo en 2005, cuando presentó una OPA por el banco HypoVereinsbank, la segunda mayor entidad financiera de Alemania. Unicredito consiguió la fusión mediante un canje de cinco acciones de la entidad italiana por cada acción de Hypo, que contó con la aprobación del 94% de los accionistas del banco alemán. Además de la firma germana, Unicredito consiguió el control de Bank Austria, el primer banco austriaco en número de clientes.
En mayo de 2007 Unicredito anunció su fusión con Capitalia, entidad italiana que se formó en 2002 con la unión de la antigua Banca di Roma junto con otros tres bancos del sur del país como Banco di Sicilia. La operación le convirtió en el primer banco de Italia en número de clientes, y fue aprovechada para cambiar el nombre de la entidad por el de Unicredit. Meses después la entidad anunció la adquisición de dos bancos en Kazajistán y Ucrania. Desde 2009, Unicredit es uno de los patrocinadores oficiales de la UEFA Champions League.
La entidad no fue ajena a la crisis financiera de 2008, que lastró sus cuentas y hundió su valor en la Bolsa de Milán al igual que otras entidades italianas. El consejero delegado del banco, Alessandro Profumo, convocó una reunión extraordinaria para anunciar un aumento de capital de 3.000 millones de euros. Esta operación se repitió a comienzos de 2010, por más de 4.000 millones de euros.

## Actividad
Unicredit está presente en 18 países de Europa Central y Europa del Este, y cuenta con más de 25 millones de clientes en todo el mundo. Su principal mercado se encuentra en Italia, donde mantiene una cuota de mercado del 15% y es la segunda entidad del país. Además, cuenta con una implantación importante en Austria a través de Bank Austria (14,5% del mercado nacional, primer banco) y en Alemania con HypoVereinsbank (5% del mercado, segundo del país).
La entidad participa también en entidades de Europa del Este, en las que controla un importante paquete accionarial o incluso es su primer accionista. Algunos de los más importantes son Croacia a través de Zagrebačka banka, Bulgaria con Bulbank, Rumanía, República Checa, Turquía y Rusia entre otros. 

## Accionistas
| Accionista                              | Participación |
| --------------------------------------- | ------------- |
| Capital Research and Management Company | 5,072         |
| Aabar Luxembourg                        | 5,038%        |
| Fundación Cariverona                    | 1,8%          |
| Fundación Cassa di Risparmio di Torino  | 1,6%          |

## Participaciones
| Sociedad   | Participación |
| ---------- | ------------- |
| Mediobanca | 8,48%         |